# سندریسوآ
سندریسوآ (به لاتین: Sendrisoa) یک منطقهٔ مسکونی در ماداگاسکار است که در ناحیه آمبالاوائو واقع شده‌است. سندریسوآ 15000 نفر جمعیت دارد و ۱٬۲۱۷ متر بالاتر از سطح دریا واقع شده‌است.